# Nadorite
La nadorite est un minéral très rare, oxohalogénure de plomb et d'antimoine de formule chimique PbSb3O2Cl, découvert dans la commune Hammam N'Bail de la wilaya de Guelma en Algérie en 1870 par le docteur Flajolot dans les gorges du Nador, où il a été exploité par la Compagnie des mines de La Lucette. Le Dr Flajolot, ingénieur des mines, a analysé la nadorite dans un mémoire à l'académie des sciences présenté par l'ingénieuCombes.
Le mémoire indique que la nadorite se présente en cristaux très aplatis, de forme tabulaire, portant des biseaux aigus sur leurs quatre côtés. De couleur brune à brun-jaune mais translucide, elle est disposée en cristaux lenticulaires carrés ou octogonaux, mesurant jusqu'à 40 mm ; la nadorite est connue dans moins de cinq localités dans le monde. Constitué d'un minéral d'oxydation des gisements d'antimoine, il appartient au système orthorhombique.
Elle s'altère en cerussite.